# Hirschhorn (Neckar)
Hirschhorn (Neckar) ist eine Landstadt im südhessischen Landkreis Bergstraße. Sie liegt im hessischen Odenwald und bildet im Neckartal zusammen mit dem südwestlich benachbarten Neckarsteinach den südlichsten Teil Hessens. Hirschhorn ist Teil des Geo-Naturparks Bergstraße-Odenwald.

## Geografie

### Geografische Lage
Hirschhorn liegt ungefähr 15 km ostnordöstlich von Heidelberg (Entfernung auf der Straße ca. 22 km) im Odenwald-Neckartal. Der Fluss hat sich hier in einer Doppelschleife tief in die bewaldeten Höhen des Buntsandstein-Odenwaldes eingegraben. Der Feuerberg (341,1 m ü. NN), der sich zwischen Hirschhorn und Igelsbach über dem Neckartal erhebt, ist der Beginn eines Höhenzuges, der von hier unter dem Namen Hirschhorner Höhe 13 Kilometer weit nach Norden über den Steinernen Tisch (390 m ü. NN) und den Langen Wald (474 m ü. NN) nach Rothenberg (420 m ü. NN) und zur Main-Neckar-Wasserscheide bei Beerfelden führt. Den Stadtteil Ersheim ausgenommen, der südlich des Neckars auf dem flach auslaufenden Sporn seiner Nordschleife steht, liegt Hirschhorn nördlich des Flusses; Ersheim ist auch der einzige Teil Hessens, der südlich des Neckars bzw. am linken Neckar-Ufer liegt. In Hirschhorn mündet der sehr kurze Laxbach in ihn, der erst im Ortsbereich aus dem Zusammenfluss der langgestreckten Odenwaldbäche Ulfenbach und Finkenbach entsteht, die sein Einzugsgebiet über 20 km weiter nördlich beginnen lassen.

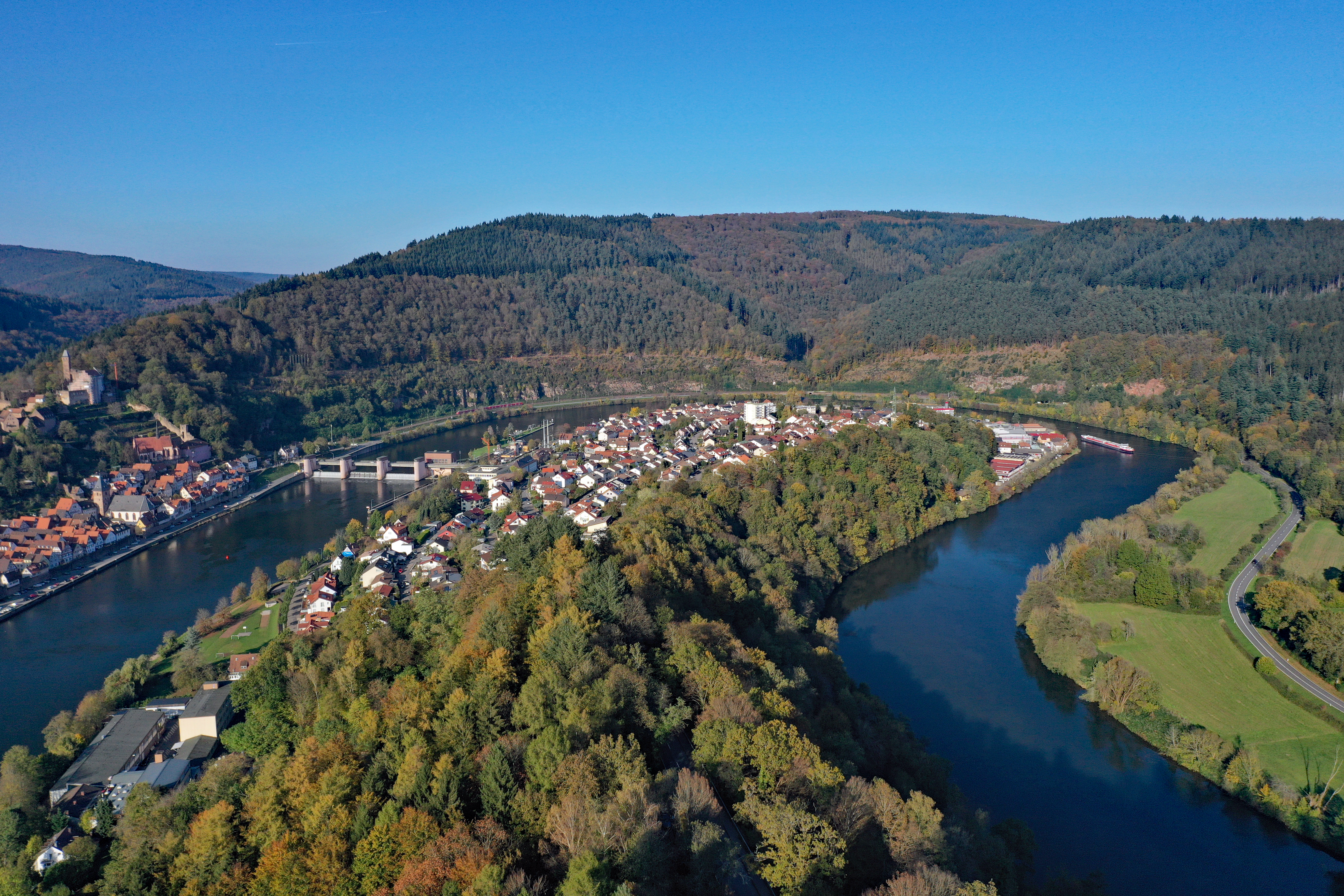
Luftbild mit Neckarschleife
Blick auf den historischen Ortskern mit Burg Hirschhorn vom östlichen Neckarufer

### Nachbargemeinden
Hirschhorn grenzt im Norden an die Gemeinde Heddesbach und die Stadt Eberbach (Stadtteil Brombach) (beide Rhein-Neckar-Kreis in Baden-Württemberg) und die Stadt Oberzent (Stadtteile Ober-Hainbrunn und Kortelshütte, Odenwaldkreis), im Osten an die Kernstadt Eberbach, im Süden an die Gemeinde Schönbrunn (Rhein-Neckar-Kreis) und die Stadt Neckarsteinach sowie im Westen an das gemeindefreie Gebiet Michelbuch und die Städte Neckarsteinach und Schönau (Rhein-Neckar-Kreis).

### Stadtgliederung
Hirschhorn besteht aus folgenden Stadtteilen:
- Hirschhorn
- Igelsbach, genauer: die südwestliche Hälfte der Ortschaft, das „Hessische Igelsbach“; die nordöstliche Hälfte gehört zu Eberbach
- Langenthal im Ulfenbachtal
- Unter-Hainbrunn im Norden des Stadtgebietes an der Grenze zu Ober-Hainbrunn (Stadt Oberzent)

Die auf der Landspitze in der Neckarschleife am südlichen Ufer gelegene Siedlung Ersheim wird nicht als eigener Stadtteil gezählt. Sie ist Bestandteil der Gemarkung Hirschhorn.

## Geschichte

### Ersheim als Ursprung der Siedlung
Älteste Funde belegen, dass die Gegend um die Hirschhorner Neckarschleife bereits vor 6.000 Jahren von Menschen bewohnt war. Die erste Erwähnung des auf der von der Neckarschleife umflossenen Landzunge liegenden Ortsteils Ersheim erfolgte im Lorscher Codex mit einer auf 773 datierten Stiftung (Lorscher Urkunden, Nr. 2624). Die Siedlung, die 1023 als Erasam zum Zubehör eines Lorscher Tochterklosters, des Michaelsklosters auf dem Heiligenberg bei Heidelberg, gehörte, zählt zu den ältesten Siedlungen im Neckartal. Während das Umland im 11. Jahrhundert fast vollständig in den Besitz des Bistums Worms kam, blieb Ersheim zusammen mit dem nördlich davon gelegenen Dorf Ramsau eine Lorscher Exklave. Von hier aus erfolgte ab dem 12. Jahrhundert die Gründung mehrerer Rodungssiedlungen, darunter die später größtenteils wieder aufgegebenen Orte Weidenau, Unter-Hainbrunn, Igelsbach und Krautlach.

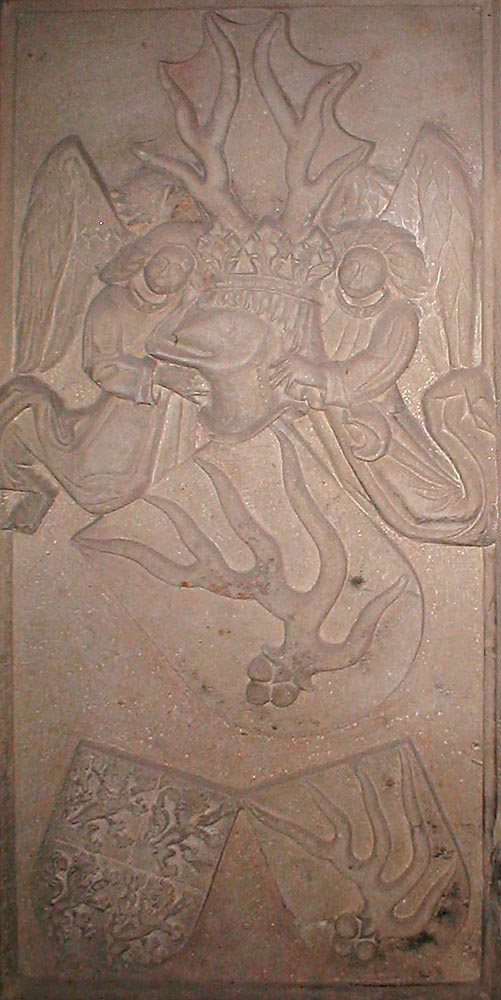
Grabplatte von Hans V. von Hirschhorn, Ortsherr um 1400

### Stadtgründung durch die Herren von Hirschhorn
Hirschhorn, das als heutiger Hauptort auf der anderen Neckarseite südwestlich von Ersheim liegt, hat seinen Namen vom Wappensymbol der Herren von Hirschhorn, die hier auf ursprünglich Lorscher Lehensgrund um 1200 die Burg Hirschhorn errichteten. Die Oberlehensherrschaft ging nach Auflösung der Reichsabtei Lorsch 1232 an das Erzstift Mainz. Der von 1336 bis 1361 nachgewiesene Engelhard I. von Hirschhorn erlangte durch Pfandschaften und Reichslehen Einfluss und große Besitztümer. Sein Sohn Engelhard II. führte diverse Fehden und fiel unter die Reichsacht, doch konnten seine Söhne den Familienbesitz wieder mehren. 1391 wurde Hirschhorn („Hirtzhorn“) mit einer Stadtmauer umgeben und erhielt von König Wenzel das Stadtrecht, zu Händen der Brüder Hans V. und Albrecht und Eberhard von Hirschhorn. Nach der Wahl des Pfalzgrafen Ruprecht III. zum König wurde Hans V. von Hirschhorn ab 1400 mit Reichsaufgaben betraut. Der König stiftete 1404 das Recht, einen Wochenmarkt abzuhalten. Das älteste Stadtsiegel datiert vom 25. Juli 1406; um diese Zeit erfolgte durch die Ortsherren auch die Stiftung des Karmeliterklosters mit der Karmeliter-Klosterkirche Mariä Verkündigung unterhalb der Burg. 1413 wird mit der Vorstadt bereits eine erste Erweiterung der Stadt erwähnt. 1417 erhielt die Stadt von König Sigismund das Recht auf zwei Jahrmärkte. Die Bürger der zugehörigen Dörfer suchten den Schutz der befestigten Stadt; darum wurden Ersheim, Ramsau, Krautlach und Weidenau bald nach der Stadtgründung aufgegeben. In Ersheim war die 1553 errichtete Ziegelhütte über Jahrhunderte neben der dortigen Kirche noch das einzige Anwesen.
Zwischen 1522 und 1529 traten die Ritter von Hirschhorn zum evangelischen Glauben über. Nach Streitigkeiten mit dem Karmeliterkloster wurde dieses 1543 aufgehoben. 1556 vernichtete ein Stadtbrand besonders das so genannte Hinterstädtchen fast völlig, und 1565 riss Hochwasser mit Eisgang Teile der Stadtmauer nieder.

### Niedergang im Dreißigjährigen Krieg
Während sich der Bauernkrieg nicht auf die Stadt auswirkte, erfuhr Hirschhorn durch den Dreißigjährigen Krieg große Veränderungen. Nach dem Aussterben der Herren von Hirschhorn mit dem Tode des vor den Kriegswirren nach Heilbronn geflüchteten Friedrich III. im September 1632 fielen Burg und Ort an das Kurerzstift Mainz, das die Stadt nach Ende der schwedischen Besatzung 1636 an den Kurkölner Hofbeamten Rudolf Raitz von Frentz verpfändete, der die ohnehin durch den Krieg schwer in Mitleidenschaft gezogene Bevölkerung rücksichtslos ausbeutete und verarmen ließ. Auch die Karmeliten zogen wieder in das Kloster ein. 1635 führte eine Pestepidemie zu einem weiteren Bevölkerungsrückgang. Der nahezu entvölkerte Ort wurde nach dem Westfälischen Frieden 1648 mit Neubürgern aus der Pfalz, Kurmainz, Kurtrier, Lothringen, Tirol und der Schweiz aufgesiedelt. Ab 1676 war Hirschhorn an den westfälischen Freiherrn Johann Wilhelm von der Reck verpfändet.
Ab dem Jahr 1700 übte Kurmainz seine Herrschaft selbst aus und der Ort wurde Sitz der Amtskellerei Hirschhorn.

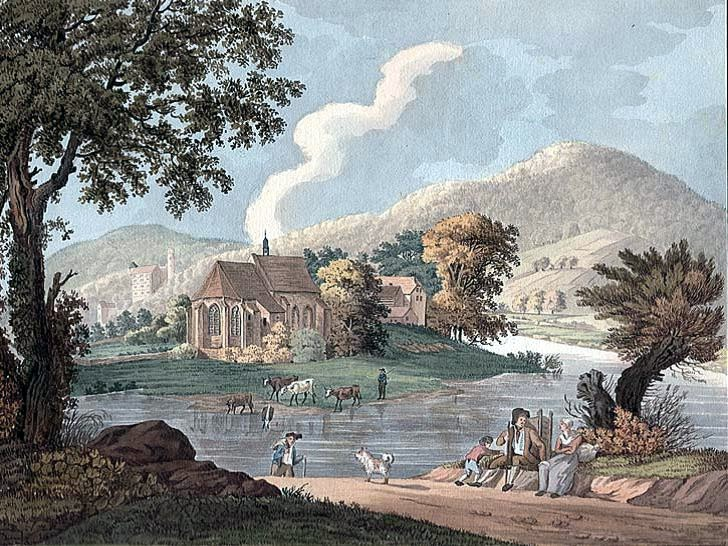
Hirschhorn 1810

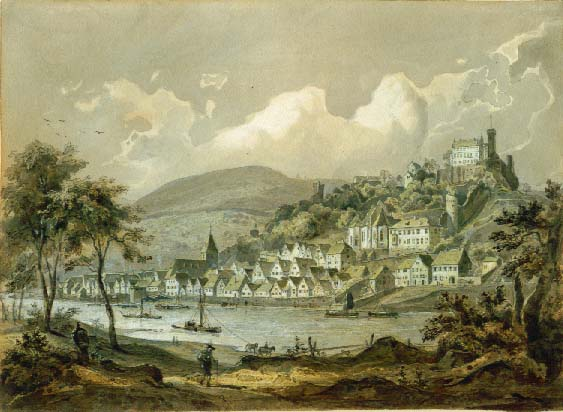
Hirschhorn 1848

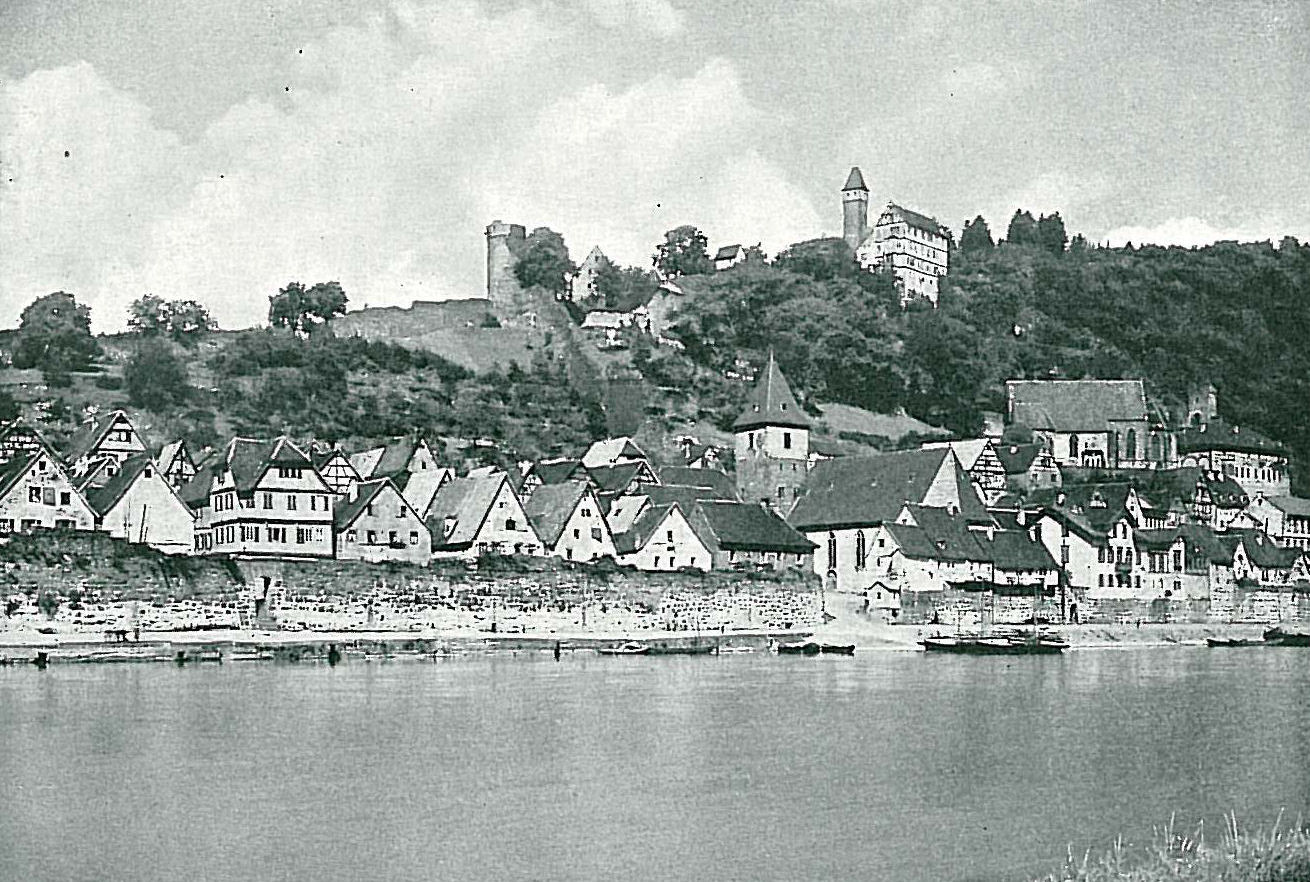
Hirschhorn 1896

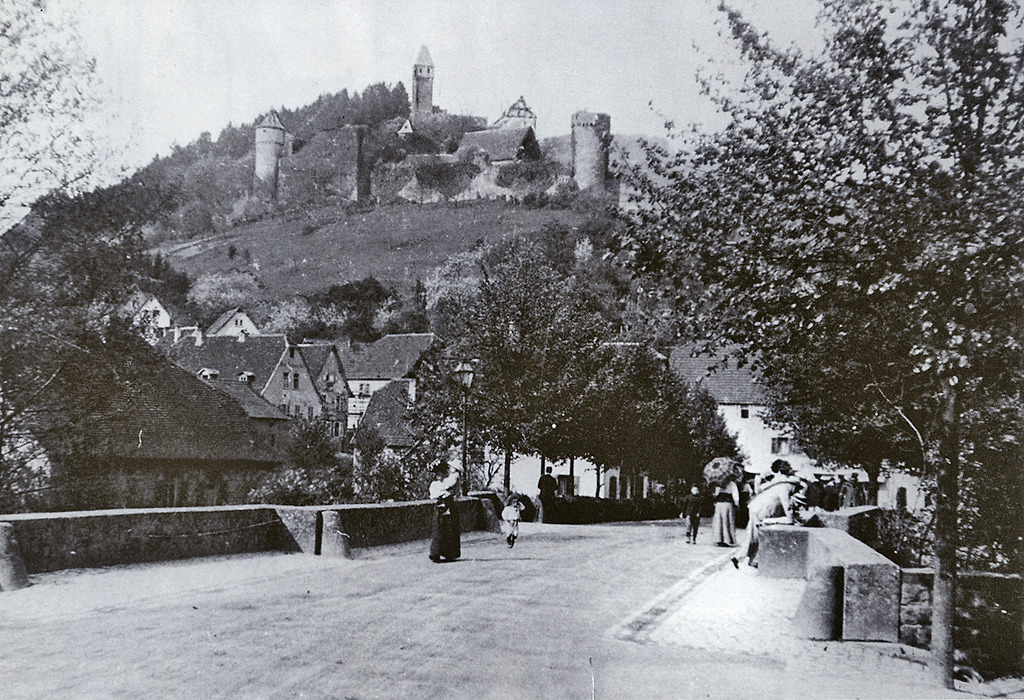
Die Steinerne Brücke in Hirschhorn um 1900. Im Hintergrund die Burg Hirschhorn

### Übergang zu Hessen-Darmstadt 1803
Mit dem Reichsdeputationshauptschluss vom 25. Februar 1803 kam das Amt Hirschhorn zur Landgrafschaft Hessen-Darmstadt, die 1806 von Napoleon zum Großherzogtum Hessen erhoben wurde.
Konrad Dahl berichtete 1812 in seiner Historisch-topographisch-statistische Beschreibung des Fürstenthums Lorsch, oder Kirchengeschichte des Oberrheingaues über Hirschhorn:

„Die Stadt Hirschhorn liegt am Neckar zwischen Neckarsteinach und Eberbach, von welchen beiden selche anderthalb Stunde, von Heidelberg aber 4 St. stromaufwärts entfernt ist. Ihre Lage ist sehr angenehm und hat man, besonders auf dem Schloßberge eine schöne Aussicht in den gegenüber liegenden Craich- und Essenzqau. Die Zeit ihrer Erbauung ist um so weniger zu bestimmen, da man die Entstehung des Schlosses Hirschhorn nicht angeben kann, welches doch weit alter ist und dem Dorfe (der nachherigen Stadt) Hirschhorn seine Entstehung und seinen Namen gegeben hat. Dieser Ort muß aber doch schon im 14ten Jahrhundert beträchtlich gewesen sein, weil ihm König Wenzel im Jahr 1391 Stadtprivilegien ertheilt und denselben mit Mauern und Thürmen zu umgeben erlaubt hat. Der Römische König Ruprecht gab auch dieser neuen Stadt im Jahr 1404 das Privilegium eines Wochenmarktes, welches zur Aufnahme der Stadt sehr vieles beitrug. Welche Recht die Herrn von Hirschhorn in dieser Stadt hatten solches lehrt die Urkunde … . Von dem Burgfrieden des Schlosses Hirschhorn welchen die Brüder Hans, Albrecht und Eberhard von Hirschhorn im Jahr 1393 errichtet und, nach Albrechts Tod, die beiden übrigen Bnrüder im Jahr 1411 beftättiget haben, sind die Grenzen in einem desfallsigen Vertrage (im Kopialbuche) bestimmt angegeben. Auf diesem Schlosse, das auf einem hohen Berge hinter der Stadt Hirschhorn liegt, war eine Kapelle, welche im Jahr 1345 schon gestiftet und ein Altarbenefizium dabei errichtet war. Im Jahr 1406 stifteten und erbaueten der Ritter Johann von Hirschhorn und Jland seine Gemalin das Karmeliterkloster zu Hirschhorn und übergaben demselben im nämlichen Jahre die Kapelle auf dem Schlosse daselbst mit allen ihren Rechten und Einkünften. Ferner bekömmt dieses Kloster im nämlichen Jahre von Friederich Graf zu Leiningen die Pastorei und den Kirchensatz zu Haßloch und im Jahr 1410 den Kirchensatz und Zehenden zu Töpingen von Hans von Hirschhorn. Selbiges erhielt in der Folge noch mehrere beträchtliche Güther, Renten und Gefälle. Bei der im 16ten Jahrhundert im Amte Hirschhorn eingeführten Reformation wurde aber das Kloster von Ludwig von Hirschhorn aufgehoben und die Güther, Renthen und Gefälle desselben eingezogen. Die Karmeliter klagten dagegen 1597, kamen aber erst ums Jahr 1635 oder 36 wieder zum ruhige Besitze ihres Klosters. Zur Schadloshaltung für erlittene Drangsale erhielten dieselbe von dem Erzbischoffe Anselm Kasimir die Pfarrei Erschheim im Jahr 1636, welche hierauf in die Klosterkirche zu Hirschhorn verlegt wurde. Was die Pfarrei zu Hirschhorn betrifft, so ist solche wie wir eben gehört haben nicht alt, sondern es gehörte die Stadt Hirschhorn bis zum Jahr 1636 zur Pfarrei Erschheim oder Elsheim, einem alten nun mehr ausgegangenen Dorfe, gerade gegen der Stadt Hirschhorn über auf der linken Seite des Neckars. Die erste Nachricht von dieser Pfarrei findet sich in einer Urkunde vom Jahr 1345, durch welche der Pabst der Kirche in Herßheim einen Ablaß ertheilt. In dem BestättigungSbriefe der Stiftung der Kaplanei auf dem Schlosse Hirschhorn vom Bischoffe Salmann von Worms (1346) wird bestimmt daß besagter Kaplan dem Pfarrer zu Erßhein auf keine Weis Eintrag thun und sich mit den Opfergaben begnügen solle. Besagter Bischof von Worms erhielt auch im Jahr 1555 dem Engelhard von Hirschhorn die Erlaubnis, die Pfarrkirche zu Erßheim zu erweitern zu verschönern und um darin drei Altarbenefizien stiften zu können, die Pfarrkirchen Eschellbach, Mückenloch und Reilsheim mit jenen drei Altarbenefizien also zu vereinigen, daß solche Pfarreien künftig nur durch ständige Vikarien vermaltet werden und diese von der Pfarrkirche zu Ersheim besoldet werden sollen. (Siehe Urk. … ). Dies war der Grund zu der nachherigen sogenannten Präsenz, oder des Halbstiftes zu Hirschhorn, wovon weiter unten. Mit der Pfarrei Erßheim wurde auch die Pfarrei Schadhausen incorporirt, welche Hans von Hirschhorn im Jahr 1377 erkauft, solche der Pfarrei Ersheim übergeben auch die Kirche an letzterem Orte neu erbauet hat. Wie die Pfarrkirche in der Folge von Ersheim nach Hirschhorn verlegt wurde habe ich schon gesagt.

Noch im Jahr 1496 gehörten, dem allen Wormser Synodalregister zu Folge, die Orte Hirschhorn, Jgelsbach, Heimbrunn und Neckarhausen als Filialen nach Erßheim. Unter den Orten Jgelsbach und Heimbrunn werden aber nicht allein die Jgelsbacher und Heimbrunner Höfe, welche in das Amt Hirschhorn gehören, verstanden sondern auch das Dorf Jgelsbach in der Kellerei Eberbach und das Dorf Heimbrunn zur Herrschaft Rodenberg gehörig. Nach ebengedachtem Synodalregister waren im Jahr 1496 fünf Altarpfründen zu Erßheim, wovon in einer Renovation vom Jahr 1553 auch die Besitzungen angegeben werden Sie waren namentlich: …

Dieselbe kamen so wie die Gefälle der bei der Reformation eingezogenen Altarbenefizen zu Ersheim, im 17ten Jahrhundert an die Karmeliter zu Hirschhorn. Vieles haben sie jedoch in der Folge wieder verloren. als z. B. den Kirchensatz zu Schadhausen und den Zehenden alldam welchen im Jahr 1651 Kurpfalz zum Theil und endlich ganz einzog. Der Widdumshof blieb noch eine zeitiang den Karmelitern, in der Folge aber erhielten ihn die Dominikaner zu Heidelberg mit einem Theil des Zehendens. Nach aufgehobenem Kloster zu Hirschhorn 1809 wird nun die dasige Pfarrei durch Weltgeistliche verwaltet. Nach der neuesten Verfassung gehören zur Pfarrei Hirschhorn als Filialen Jgelsbach, Heimbronn, Hammelsbach und Kortelshütte. Zu Hirschhorn ist auch ein Hospital, welches schon, seiner Stiftung nach sehr alt ist und in Hirschhornische Urkunden einigemal vorkömmt. Im Jahr 1491 kömmt auch in einer Urkunde der Schaffner des elenden Hauses in Hirschhorn vor, ob solches aber ein besonderes Siechemhaus oder das Hospital selbst gewesen sey, ist mir unbekannt.

Hirschhorn zält in der Stadt und Vorstadt, nebst den dazu gehörigen Höfen 210 Wohngebäude und 1268 menschliche Seelen. In dem letzteren franz. Revolutionskriege hat diese Stadt harte Drangsale erlitten.

Die Hirschhorner Gemarkung wird von 2 Bächen bewässert, die sich in der Vorstadt vereinigen und gemeinschaftlich unterhalb Hirschhorn in den Neckar fließen. Die eine Bach, welche die große Bach, auch die große Kerbenbach qenennt wird, kömmt von Ober- und Unterschönmattenwag, Hedesbach und Langenthal, heißt auch bei HedeSbach die Schwarzbach ist aber eigentlich die alte Ulvina oder Ulfenbach so wie sie auch wirklich bei Waldmichelbach genennt wird. Die Ursache ihres Namens bei Hirschhorn rührt von einer schmutzigen Benennung des Thales her, wodurch sie von Langenthal bis Hirschhern fließt und welche man in Hirschhornischen Urkunden findet. Die kleine Kerbenbach kömmt aus der Herrschaft Rodenberg, nimmt unterwegs ein kleines Bächlein (die Brombach) auf, und stießt in der Vorstadt zu Hirschhorn in die große Kerbenbach. Von der Fischerei und andern alten Gerechtsamen, so wie von den vormaligen Mühle an diesen Bächen sihe die Urkunde … .

Dermalen sind 3 Mühlen an der kleinen Kerbenbach, wovon eine, eine Mahl- und Sckneidmühle zugleich ist. Sodann ist in Eisenhammer an der großen Bach mit einer Frucht- und Ölmühle. Die Herrschaftliche Waldung in Hirschhörner Gemarkung worunter der lange Wald das vorzüglichste Stück, ist sehr beträchtlich, wurde im Jahr 1508 gemessen und betrug 3808 Morgen. Hievon ist aber Vieles in der Folge verkauft werden und selbst, wie ich glaube, an die Stadt, denn diese hat auch dermalen einen eigenen beträchtlichen Wald.

Zur Stadt und Bürgerschaft Hirschhorn gehören auch:

a) Die Jgelsbacher 4 Bauernhöfe, oder ein Theil des DorfeS Jgelsbach eine Stunde oberhalb Hirschhorn. Die Unterchanen daselbst sind der Stadt Hirschhorn frohnbar und haben ihr Pfarrrecht zu Hirschhorn und gehört der Großzehend der Pfarre zu.

b) Die Heimbronnerhöfe sind ein Theil deS Rodenbergischen Dorfes Obernheimbronn an der kleinen Kerbenbach, womit es die Beschaffenheit hat, wie zu Jgelsbach. Sie liegen eine starke Stunde von Hirschhorn nordwärts im Gebirge.

c) Der Hammelsbacher Hof unterhalb Heimbronn an der kleinen Kerbenbach. Er kömmt in Hirschhornischen Urkunden unter diesem Namen nicht vor, und ist wahrscheinlich der Hof Weidenau, welchen Hans und Anna von Hirschhorn im Jahr 2547 der Burgerschaft zu Hirschhorn verkauft haben.

d) Ersheim oder Erschheim ein vormaliges uralteS Dorf gegen der Stadt Hirschhorn über jenseits Neckars, welches in einer Lorscher Urkunde vom Jahre 1023 (Cod. Laur. N. 137) unter den Namen Eressam allschon vorkömmt. Von dessen alten Pfarre ist schon geredet worden. Es muß schon frühzeitig zu Grund gegangen sein, denn im 15ten und 16ten Jahrhundert waren keine weitere Wohnungen daselbst, als des Pfarrers, der Altaristen, des Glöckners und eines Hofbauern. Nach der Reformation und wahrscheinlich iu Kriegszeiten gierigen auch diese ein, und es ist dermalen daselbst nichts mehr als eine zerfallene Kirche und zwei Ziegeleien nebst dazu gehörigen Kalchöfen.“

1803 wurde das Kloster erneut aufgelöst. 1821 bis 1832 war Hirschhorn Landratssitz des Landratsbezirks Hirschhorn, der dann zusammen mit dem Landratsbezirk Lindenfels im Kreis Lindenfels aufging. Der Kreis wurde aber bereits 1832 in Kreis Heppenheim umbenannt. Am 31. Juli 1848 wurden die Kreise und Landratsbezirke des Großherzogtums abgeschafft und durch „Regierungsbezirke“ ersetzt. Dabei ging der Kreis Heppenheim zusammen mit dem Kreis Bensheim im Regierungsbezirk Heppenheim auf. Diese Gliederung hatte aber nur vier Jahre bestand, denn 1852 wurde wieder zur Kreiseinteilung zurückgekehrt, wobei Hirschhorn jetzt zum neuen Kreis Lindenfels gehörte. Bei einer weiteren Verwaltungsreform 1874 wurde der Kreis Lindenfels aufgelöst und die Stadt dem Kreis Heppenheim, dem späteren Landkreis Bergstraße zugeschlagen. Bereits am 1. August 1865 war Hirschhorn mit weiteren Orten in den Kreis Heppenheim umgegliedert worden.
Die Statistisch-topographisch-historische Beschreibung des Großherzogthums Hessen berichtet 1829 über die jetzt zum Großherzogtum Hessen gehörige Stadt:

„Hirschhorn (L. Bez. gl. N.) Stadt; liegt dicht am rechten Neckarufer. 14 St. südöstlich von Darmstadt, und hat 201 Häuser und 1507 Ein., die bis auf 24 Luth., 1 Reform. und 58 Juden, alle katholisch sind. Hirschhorn ist der Sitz des Landraths, des Landrichters, des Steuerkommissairs und des Receptors (Rentamt); auch ist hier ein Grenznebenzollamt II. Classe. Man findet hier einige Kirchen, ein 1805 aufgehobenes Karmeliterkloster, eine Burg (Hirschhorn), 1 Hospital, 1 Eisenhammer, 3 Mahlmühlen, mit denen 1 Schneide, und 1 Oelmühle verbunden sind, 1 Apotheke, sodann auf dem jenseitigen Ufer 1 Kapelle, die Erschheimer Kire genannt, und 2 Ziegelhütten mit einigen Häusern. Die Stadt liegt malerisch schon zwischen dem Neckar und einem steilen Berge, besteht von oben herab aus einer Straße, dehnt sich aber unten weiter aus, wie sich der Neckar vom Berge entfernt. Das Innere entspricht aber dem Aeußern nicht. Hirschhorn hat eine Vorstadt, in welcher sich der Finkenbach mit dem Ulvenbach vereinigt. Ueber der Stadt liegt auf einem steilen Berge die kühngebaute Burg Hirschhorn, die zum Theil verfallen ist, zum Theil noch bewohnbare Gebäude aus spätern Zeiten hat, in welchen die Bezirksbehörde ihren Sitz hat. Jährlich werden 5 Märkte gehalten Die Geschichte giebt erst sichere Kunde von einem Hans von Hirzhorn von 1232–1307; vor ihm wird der Burg Hirschhorn nicht erwähnt. Die Familie von Hirschhorn war in der Folge eine der angesehensten der Gegend, stand in allgemeiner Achtung und besaß sehr bedeutende Reichthümer. Sie trug Burg und Ort Hirschhorn von Mainz zu Lehen, welchem letzteren König Wenzel 1391 Stadtprivilegien ertheilte und Mauern und Thürme erlaubte. Etwas später, 1404 ertheilte König Rubrecht der Familie von Hirschhorn das Recht eines Wochen Markts für das Städtchen und 1406 stifteten Hans von Hirschhorn seine Gemahlin und Brüder das Karmeliterkloster. Die größere Pfarrkirche war ehedem eine protestantische Kirch, da die Familie von Hirschhorn den protestantischen Glauben angenommen hatte und der größere Theil der Unterthanen ihr darin gefolgt war. Nachdem aber mit Friedrich von Hirschhorn diese Familie 1632 erloschen, Burg und Stadt als eröffnetes Lehen an das Erzstift Mainz zurückgefallen war, die Baiern überdieß im 30jährigen Krieg den Protestantismus verdrängten, so wurde der katholische Kultus wieder eingeführt. Im Jahr 1802 kam Hirschhorn von Mainz an Hessen. Im Oktober 1824 stieg der Neckar, fast von dem niedrigsten Stande, in einem Zeitraum von 24 Stunden, nach einem 3-stündigem Regen, bis 2 Fuß über den bisherigen höchsten Wasserstand von 1789. Es wurden mehrere Gebäude weggerissen, und die sämtlichen Häuser in den unteren Straßen bis an die Dächer mit Wasser gefüllt; 14 Familien verloren ihr Obdach.“

Von 1821 bis 1968 war Hirschhorn Sitz des Landgerichts Hirschhorn, ab 1879 des Amtsgerichts Hirschhorn, das 1968 aufgelöst wurde, aber bis 2003 als Zweigstelle des Amtsgerichts Fürth weiter bestand.
1849 ereigneten sich Kampfhandlungen zwischen der Hanauer Turnerwehr, badischen Freischärlern und Bundestruppen in der Stadt und um Hirschhorn herum im Rahmen der Badischen Revolution.
1841 brachte der Beginn der Neckar-Dampfschifffahrt einen gewissen Aufschwung. 1878 löste die Kettenschifffahrt die unrentable Treidelschifffahrt ab, machte aber deren Berufsstand arbeitslos. 1879 nahm die Neckartalbahn den Betrieb auf, die Hirschhorn mit Heidelberg und Mosbach verbindet. Der außerhalb des historischen Stadtkerns in Richtung Neckarsteinach errichtete Bahnhof gab den Impuls zur weiteren Ausdehnung der Bebauung in diese Richtung. Die Neckarstaustufe mit Schleuse und der Neckarbrücke, die Hirschhorn mit Ersheim verbindet, wurde 1933 eingeweiht und 1959 zur Doppelschleuse ausgebaut. Die durch die Brücke geschaffene Straßenanbindung in das seit Jahrhunderten aufgegebene Ersheim führte noch in den 1930er Jahren dort zum Bau der Schule und einiger Wohnhäuser. 1937 erhielt Hirschhorn den Namenszusatz (Neckar).

### Hirschhorn seit dem Zweiten Weltkrieg
Mit dem Ende des Zweiten Weltkrieges wurden dem Ort, der nur wenige Zerstörungen durch Kämpfe beim Einmarsch der US-amerikanischen Truppen im März/April 1945 und vorherige Bombenangriffe erlitt, zahlreiche Evakuierte und auch Vertriebene, hauptsächlich aus dem Sudetenland, zugewiesen. Ende 1946 wurden rund 400 Evakuierte und rund 415 Flüchtlinge gezählt. Die Enge in der historischen Stadt führte dazu, dass nun insbesondere in Ersheim viel Bauland erschlossen wurde, so dass dort bis 1982 knapp 1000 Wohnungen erbaut wurden und die Einwohnerzahl des ehemals verödeten Ortes heute die der Altstadt übersteigt. 1960 wurde Hirschhorn zum Luftkurort ernannt. Im Jahr 1961 wurde die Gemarkungsgröße mit 2450 ha angegeben, davon waren 1944 ha Wald.
Die Fertigstellung des Schulerweiterungsbaus erfolgte 1970. Im Jahr 1976 war der Beginn der Bauarbeiten am Projekt „Brücke-Tunnel-Brücke“, das 1982 fertiggestellt wurde und den Verkehr der Bundesstraße 37 am Ort vorbei leitet. 1980 baute man eine Kläranlage, 1983 wurde die Sporthalle Jahnstraße eingeweiht. Das Jahrhunderthochwasser am Neckar 1993 hinterließ etliche Zerstörungen.

### Eingemeindungen 1972
Die Gemeinde Langenthal wurde im Zuge der Gebietsreform in Hessen am 1. April 1972 zum Stadtteil von Hirschhorn. Ortsbezirke nach der Hessischen Gemeindeordnung wurden nicht errichtet.

### Verwaltungsgeschichte im Überblick
Die folgende Liste zeigt die Staaten und Verwaltungseinheiten, denen Hirschhorn angehört(e):
- vor 1782: Heiliges Römisches Reich, Kurfürstentum Mainz, Amtsvogtei Hirschhorn
- ab 1782: Heiliges Römisches Reich, Kurfürstentum Mainz, Unteres Erzstift, Amtsvogtei Hirschhorn
- ab 1803: Heiliges Römisches Reich, Landgrafschaft Hessen-Darmstadt,[Anm. 2] Fürstentum Starkenburg, Amt Hirschhorn
- ab 1806: Großherzogtum Hessen,[Anm. 3] Fürstentum Starkenburg, Amt Hirschhorn
- ab 1815: Großherzogtum Hessen, Provinz Starkenburg, Amt Hirschhorn
- ab 1821: Großherzogtum Hessen, Provinz Starkenburg, Landratsbezirk Hirschhorn[Anm. 4]
- ab 1832: Großherzogtum Hessen, Provinz Starkenburg, Kreis Heppenheim
- ab 1848: Großherzogtum Hessen, Regierungsbezirk Heppenheim
- ab 1852: Großherzogtum Hessen, Provinz Starkenburg, Kreis Lindenfels
- ab 1865: Großherzogtum Hessen, Provinz Starkenburg, Kreis Heppenheim
- ab 1871: Deutsches Reich,[Anm. 5] Großherzogtum Hessen, Provinz Starkenburg, Kreis Heppenheim
- ab 1918: Deutsches Reich, Volksstaat Hessen, Provinz Starkenburg, Kreis Heppenheim
- ab 1938: Deutsches Reich, Volksstaat Hessen, Landkreis Bergstraße[9][Anm. 6]
- ab 1945: Deutsches Reich, Amerikanische Besatzungszone,[Anm. 7] Groß-Hessen, Regierungsbezirk Darmstadt, Landkreis Bergstraße
- ab 1946: Deutsches Reich, Amerikanische Besatzungszone, Hessen, Regierungsbezirk Darmstadt, Landkreis Bergstraße
- ab 1949: Bundesrepublik Deutschland, Hessen, Regierungsbezirk Darmstadt, Landkreis Bergstraße

## Bevölkerung

### Einwohnerstruktur 2011
Nach den Erhebungen des Zensus 2011 lebten am Stichtag, dem 9. Mai 2011, in Hirschhorn 3541 Einwohner. Darunter waren 304 (8,59 %) Ausländer, von denen 104 aus dem EU-Ausland, 171 aus anderen europäischen Ländern und 29 aus anderen Staaten kamen. (Bis zum Jahr 2020 erhöhte sich die Ausländerquote auf 11,5 %.) Nach dem Lebensalter waren 519 Einwohner unter 18 Jahren, 1350 zwischen 18 und 49, 819 zwischen 50 und 64 und 852 Einwohner waren älter. Die Einwohner lebten in 1606 Haushalten. Davon waren 561 Singlehaushalte, 499 Paare ohne Kinder und 395 Paare mit Kindern, sowie 122 Alleinerziehende und 29 Wohngemeinschaften. In 408 Haushalten lebten ausschließlich Senioren und in 1026 Haushaltungen lebten keine Senioren.

### Einwohnerentwicklung
| • 1812: | 1268 Einwohner, 210 Häuser |
| • 1829: | 1507 Einwohner, 201 Häuser |
| • 1867: | 1848 Einwohner, 251 Häuser |

| Hirschhorn: Einwohnerzahlen von 1812 bis 2020 | Hirschhorn: Einwohnerzahlen von 1812 bis 2020 | Hirschhorn: Einwohnerzahlen von 1812 bis 2020 | Hirschhorn: Einwohnerzahlen von 1812 bis 2020 | Hirschhorn: Einwohnerzahlen von 1812 bis 2020 |
| --- | --------------------------------------------- | --------------------------------------------- | --------------------------------------------- | --------------------------------------------- |
| Jahr |                                               |                                               |                                               | Einwohner                                     |
| 1812 | 1812                                          |                                               | 1.268                                         | 1.268                                         |
| 1829 | 1829                                          |                                               | 1.507                                         | 1.507                                         |
| 1834 | 1834                                          |                                               | 1.790                                         | 1.790                                         |
| 1840 | 1840                                          |                                               | 1.853                                         | 1.853                                         |
| 1846 | 1846                                          |                                               | 1.921                                         | 1.921                                         |
| 1852 | 1852                                          |                                               | 1.835                                         | 1.835                                         |
| 1858 | 1858                                          |                                               | 1.854                                         | 1.854                                         |
| 1864 | 1864                                          |                                               | 1.881                                         | 1.881                                         |
| 1871 | 1871                                          |                                               | 1.762                                         | 1.762                                         |
| 1875 | 1875                                          |                                               | 1.838                                         | 1.838                                         |
| 1885 | 1885                                          |                                               | 2.007                                         | 2.007                                         |
| 1895 | 1895                                          |                                               | 1.938                                         | 1.938                                         |
| 1905 | 1905                                          |                                               | 2.057                                         | 2.057                                         |
| 1910 | 1910                                          |                                               | 2.203                                         | 2.203                                         |
| 1925 | 1925                                          |                                               | 2.271                                         | 2.271                                         |
| 1939 | 1939                                          |                                               | 2.196                                         | 2.196                                         |
| 1946 | 1946                                          |                                               | 3.065                                         | 3.065                                         |
| 1950 | 1950                                          |                                               | 3.081                                         | 3.081                                         |
| 1956 | 1956                                          |                                               | 3.048                                         | 3.048                                         |
| 1961 | 1961                                          |                                               | 3.121                                         | 3.121                                         |
| 1967 | 1967                                          |                                               | 3.639                                         | 3.639                                         |
| 1970 | 1970                                          |                                               | 3.585                                         | 3.585                                         |
| 1972 | 1972                                          |                                               | 3.993                                         | 3.993                                         |
| 1975 | 1975                                          |                                               | 4.095                                         | 4.095                                         |
| 1980 | 1980                                          |                                               | 4.017                                         | 4.017                                         |
| 1985 | 1985                                          |                                               | 4.009                                         | 4.009                                         |
| 1990 | 1990                                          |                                               | 3.889                                         | 3.889                                         |
| 1995 | 1995                                          |                                               | 3.811                                         | 3.811                                         |
| 2000 | 2000                                          |                                               | 3.696                                         | 3.696                                         |
| 2005 | 2005                                          |                                               | 3.672                                         | 3.672                                         |
| 2010 | 2010                                          |                                               | 3.585                                         | 3.585                                         |
| 2011 | 2011                                          |                                               | 3.541                                         | 3.541                                         |
| 2020 | 2020                                          |                                               | 3.410                                         | 3.410                                         |
| Datenquelle: Historisches Gemeindeverzeichnis für Hessen: Die Bevölkerung der Gemeinden 1834 bis 1967. Wiesbaden: Hessisches Statistisches Landesamt, 1968. Weitere Quellen: LAGIS; 1806:; 1972:; Hessisches Statistisches Informationssystem; Zensus 2011 Ab 1972 einschließlich der im Zuge der Gebietsreform in Hessen eingegliederten Orte. |                                               |                                               |                                               |                                               |

### Religionszugehörigkeit
| • 1829: | 24 lutherische (= 1,59 %), ein reformierter (= 0,07 %), 58 jüdische (= 3,85 %) und 1424 katholische (= 94,55 %) Einwohner |
| • 1961: | 705 evangelische (= 22,59 %), 2331 katholische (= 74,69 %) Einwohner                                                      |
| • 1987: | 1223 evangelische (= 31,8 %), 2213 katholische (= 57,5 %), 411 sonstige (= 10,7 %) Einwohner                              |
| • 2011: | 1110 evangelische (= 31,3 %), 1539 katholische (= 43,5 %), 892 sonstige (= 25,2 %) Einwohner                              |

### Erwerbstätigkeit
Die Gemeinde im Vergleich mit Landkreis, Regierungsbezirk Darmstadt und Hessen:
|                                                   | Jahr | Gemeinde | Landkreis | Regierungsbezirk | Hessen    |
| ------------------------------------------------- | ---- | -------- | --------- | ---------------- | --------- |
| Sozialversicherungspflichtig Beschäftigte         | 2017 | 1.113    | 72.939    | 1.695.567        | 2.524.156 |
| Veränderung zu                                    | 2000 | −23,1 %  | +17,1 %   | +16,1 %          | +16,0 %   |
| davon Vollzeit                                    | 2017 | 77,8 %   | 70,8 %    | 72,8 %           | 71,8 %    |
| davon Teilzeit                                    | 2017 | 22,2 %   | 29,2 %    | 27,2 %           | 28,2 %    |
| Ausschließlich geringfügig entlohnte Beschäftigte | 2017 | 160      | 15.613    | 224.267          | 372.991   |
| Veränderung zu                                    | 2000 | −5,3 %   | −4,3 %    | +9,0 %           | +8,8 %    |

| Branche                         | Jahr | Gemeinde | Landkreis | Regierungsbezirk | Hessen |
| ------------------------------- | ---- | -------- | --------- | ---------------- | ------ |
| Produzierendes Gewerbe          | 2000 | 56,9 %   | 39,6 %    | 27,0 %           | 30,6 % |
|                                 | 2017 | 56,2 %   | 32,1 %    | 20,4 %           | 24,3 % |
| Handel, Gastgewerbe und Verkehr | 2000 | 29,2 %   | 25,1 %    | 26,4 %           | 25,1 % |
|                                 | 2017 | 21,6 %   | 25,8 %    | 24,7 %           | 23,8 % |
| Unternehmensdienstleistungen    | 2000 | 08,8 %   | 11,6 %    | 25,1 %           | 20,2 % |
|                                 | 2017 | 06,0 %   | 15,5 %    | 31,6 %           | 26,1 % |
| Sonstige Dienstleistungen       | 2000 | 04,8 %   | 22,0 %    | 20,1 %           | 22,5 % |
|                                 | 2017 | 16,2 %   | 25,3 %    | 23,0 %           | 25,4 % |
| Sonstiges (bzw. ohne Zuordnung) | 2000 | 00,3 %   | 01,7 %    | 01,4 %           | 01,5 % |
|                                 | 2017 | 00,0 %   | 01,1 %    | 00,3 %           | 00,4 % |

## Religion
Die Bevölkerung ist fast zu gleichen Teilen evangelisch-lutherisch und katholisch. Eine kleinere Gruppe muslimischer sowie neuapostolischer Mitbürger wohnt in Hirschhorn.
Im Jahr 2009 zogen nach über 200 Jahren wieder drei indische Karmeliter in das seit 1803 verwaiste Karmeliterkloster ein. Sie stellen auch den katholischen Pfarrer.

## Politik

### Stadtverordnetenversammlung
Die Kommunalwahl am 14. März 2021 lieferte folgendes Ergebnis, in Vergleich gesetzt zu früheren Kommunalwahlen:

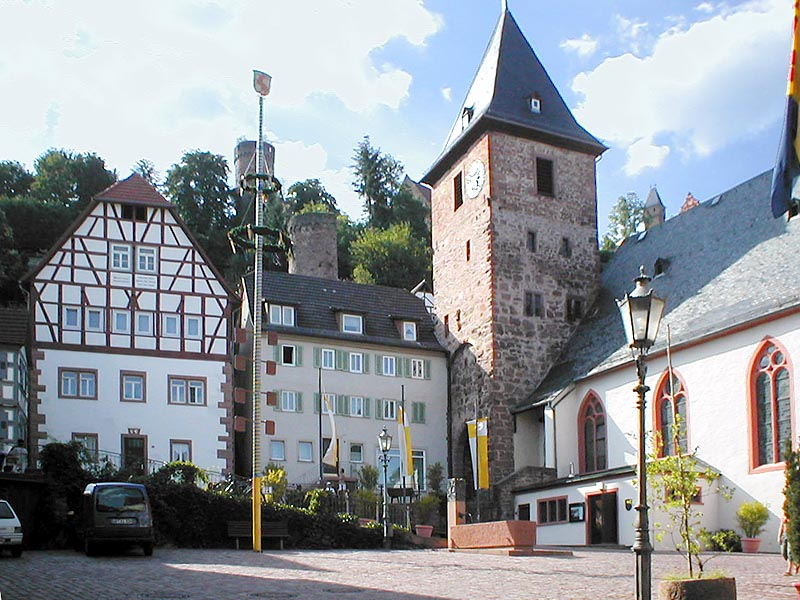
Marktplatz mit katholischer Pfarrkirche Maria Immaculata

| Sitzverteilung in der Stadtverordnetenversammlung 2021Insgesamt 15 Sitze - SPD: 4 - CDU: 6 - PH: 5 | Parteien und Wählergemeinschaften | Parteien und Wählergemeinschaften           | % 2021 | Sitze 2021 | % 2016 | Sitze 2016 | % 2011 | Sitze 2011 | % 2006 | Sitze 2006 | % 2001 | Sitze 2001 |
| Sitzverteilung in der Stadtverordnetenversammlung 2021Insgesamt 15 Sitze - SPD: 4 - CDU: 6 - PH: 5 | CDU                               | Christlich Demokratische Union Deutschlands | 43,1   | 6          | 36,9   | 6          | 38,5   | 7          | 42,1   | 7          | 56,7   | 10         |
| Sitzverteilung in der Stadtverordnetenversammlung 2021Insgesamt 15 Sitze - SPD: 4 - CDU: 6 - PH: 5 | SPD                               | Sozialdemokratische Partei Deutschlands     | 23,2   | 4          | 26,9   | 5          | 31,1   | 5          | 28,2   | 5          | 43,3   | 7          |
| Sitzverteilung in der Stadtverordnetenversammlung 2021Insgesamt 15 Sitze - SPD: 4 - CDU: 6 - PH: 5 | Profil Hirschhorn                 | Profil Hirschhorn                           | 33,8   | 5          | 36,2   | 6          | 30,4   | 5          | 29,6   | 5          | –      | –          |
| Sitzverteilung in der Stadtverordnetenversammlung 2021Insgesamt 15 Sitze - SPD: 4 - CDU: 6 - PH: 5 | gesamt                            | gesamt                                      | 100,0  | 15         | 100,0  | 17         | 100,0  | 17         | 100,0  | 17         | 100,0  | 17         |
| Sitzverteilung in der Stadtverordnetenversammlung 2021Insgesamt 15 Sitze - SPD: 4 - CDU: 6 - PH: 5 | Wahlbeteiligung in %              | Wahlbeteiligung in %                        | 51,5   | 51,5       | 51,2   | 51,2       | 58,6   | 58,6       | 53,2   | 53,2       | 57,3   | 57,3       |

### Bürgermeister
Nach der hessischen Kommunalverfassung wird der Bürgermeister für eine sechsjährige Amtszeit gewählt, seit dem Jahr 1993 in einer Direktwahl, und ist Vorsitzender des Magistrats, dem in der Stadt Hirschhorn (Neckar) neben dem Bürgermeister ehrenamtlich ein Erster Stadtrat und fünf weitere Stadträte angehören. Bürgermeister ist seit dem 1. Dezember 2022 Martin Hölz. Er setzte sich am 3. Juli 2022 im ersten Wahlgang gegen den Amtsinhaber Oliver Berthold (CDU), der sich um eine zweite Amtszeit beworben hatte, bei 56,89 Prozent Wahlbeteiligung mit 51,76 Prozent der Stimmen durch.
Amtszeiten der Bürgermeister
- 2022–2028 Martin Hölz[25]
- 2016–2022 Oliver Berthold[28]
- 2011–2016 Rainer Sens (Amtsantritt 15. Juni 2011, ausgeschieden nach Abwahl durch Bürgerentscheid mit Ablauf des 6. Juni 2016; Erster Stadtrat Karlheinz Happes (Profil Hirschhorn) leitete danach die Stadtverwaltung kommissarisch.)[29]
- 1999–2011 Ute Stenger
- 1990–1999 Ilona Dörr (CDU)
- 1984–1990 Kurt Lambert (CDU)[30]

### Wappen und Flagge
| Wappen von Hirschhorn (Neckar) | Blasonierung: „In Gold ein aufgebäumter roter Hirsch mit blauer Zunge.“ |

Bannerflagge

| Wappen von Hirschhorn (Neckar) | Der Stadt Hirschhorn im Landkreis Bergstraße ist am 5. August 1964 vom Hessischen Minister des Innern genehmigt worden, das bisherige Wappen zu ändern. Der Hirsch ist ein redendes Symbol. Die Farben gehen zurück auf das Wappen des früheren Ortsadels, den Herren von Hirschhorn zurück, die eine aufrechte Hirschstange mit fünf Enden als Wappen führten. An den historischen Gebäuden des Ortes ist üblicherweise das Wappen des Ortsadels zu sehen. |

Die Flagge der Stadt Hirschhorn wurde am 4. September 1964 genehmigt und wird wie folgt beschrieben: „Auf in Blau und Gelb gesändertem Flaggentuch auf den Kreuzpunkt aufgelegt das Gemeindewappen.“

### Städtepartnerschaften
Hirschhorn unterhält seit 1981 eine Städtepartnerschaft mit Château-Landon in Frankreich.

## Kultur und Sehenswürdigkeiten

### Bauwerke

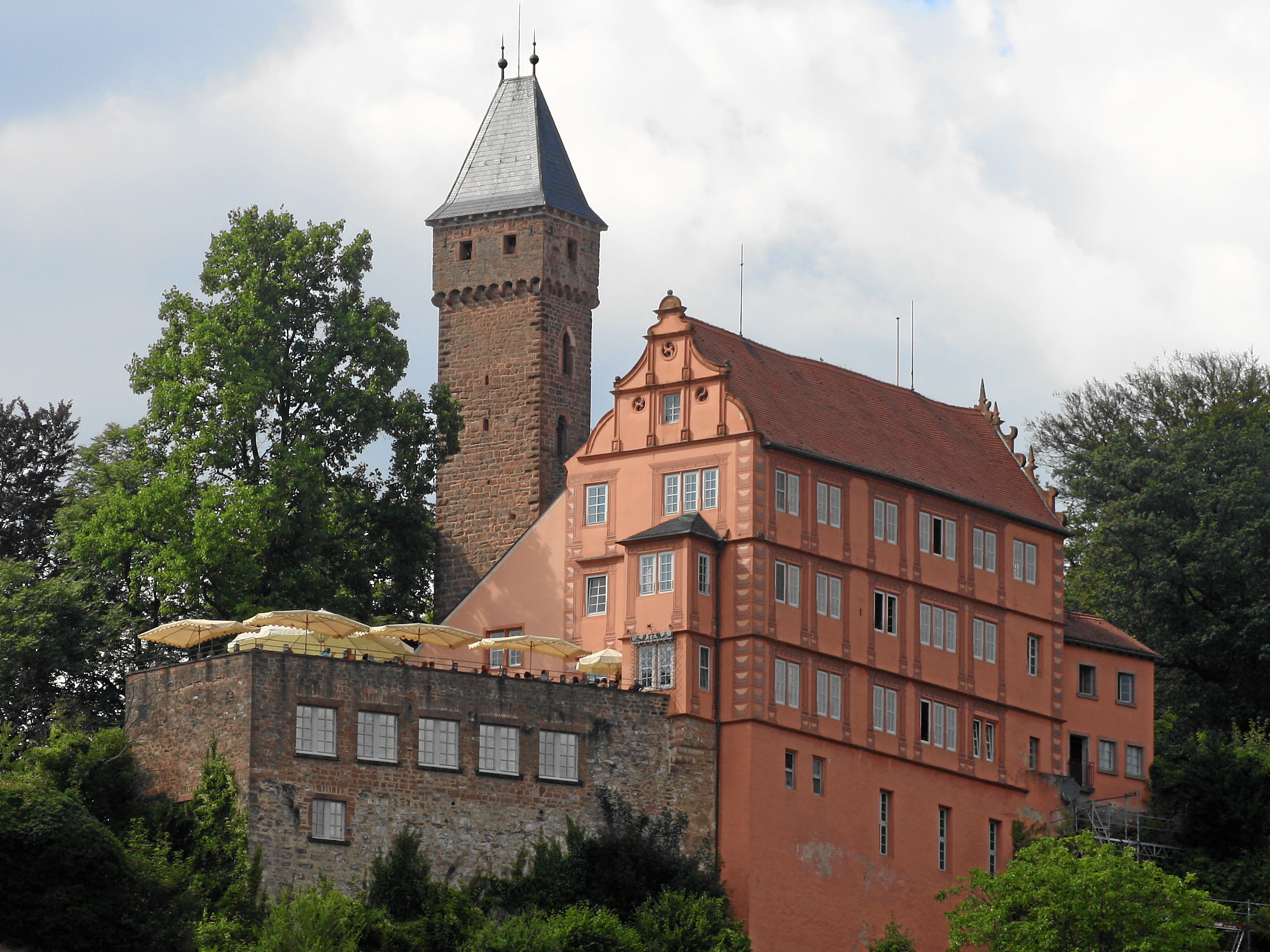
Burg Hirschhorn

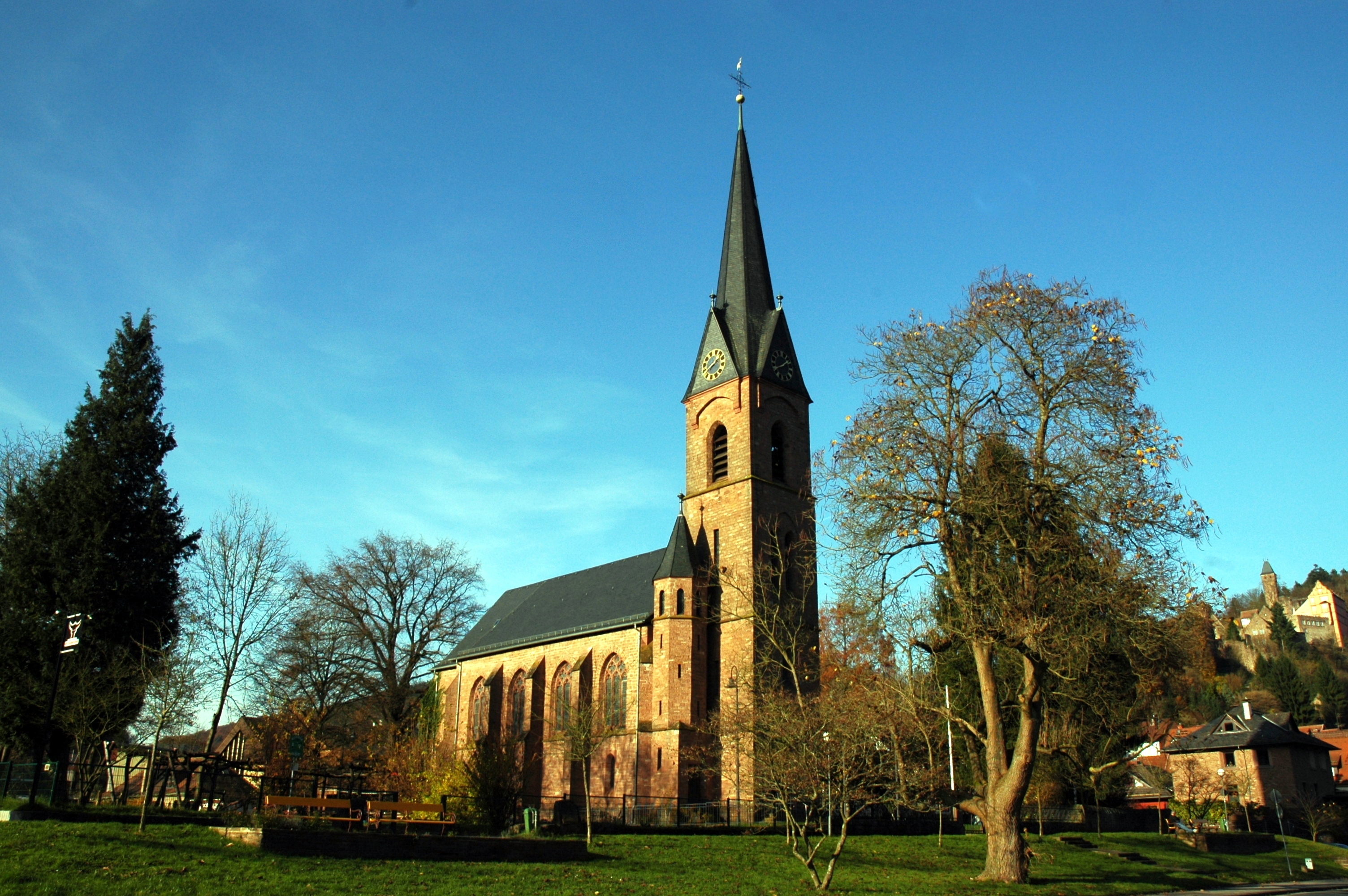
Evangelische Kirche

- Die mittelalterliche Burg Hirschhorn erstreckt sich auf einem Bergsporn oberhalb des Städtchens. In der ummauerten und von Türmen bewehrten Burg sind Bergfried, Palas, Marstall sowie mehrere Tor- und Wirtschaftsgebäude erhalten.
- Unterhalb der Burg befindet sich die ehemalige Karmeliter-Klosterkirche Mariä Verkündigung, geweiht 1406, mit St.-Anna-Kapelle von 1513. Die Kirche ist reich an mittelalterlichen Epitaphen derer von Hirschhorn und weist einen gotischen Sandstein-Lettner auf. Zur Rechten der Kirche ist das ehemalige Klostergebäude erhalten.
- Die Pfarrkirche zur Unbefleckten Empfängnis Maria wurde 1628 bis 1630 als lutherische Kirche erbaut, im Zuge der Gegenreformation 1636 geschlossen, 1730/31 als katholische Stadtkirche neu erbaut und am 2. Juli 1732, samt neuen Altären vom Wormser Weihbischof Johann Anton Wallreuther geweiht.[33] Die Kirche nutzt als Kirchturm den wesentlich älteren Torturm des ehemaligen Mitteltors von 1392. Im Ort sind weitere Reste der Stadtmauer erhalten, darunter das bis 1830 genutzte Osttor.
- Die dritte Kirche des Ortes ist die Evangelische Kirche an der Mündung der Grabengasse, geweiht 1892.
- In der Altstadt von Hirschhorn sind zahlreiche alte Fachwerkhäuser erhalten.
- Die Staustufe Hirschhorn mit Schleusen- und Brückenfunktion wurde vom Architekten Paul Bonatz entworfen, einem der Hauptvertreter der Stuttgarter Schule. Zwischen 1926 und 1928 war er für die Entwürfe sämtlicher Neckarstaustufen verantwortlich. Die Umsetzung, die teilweise bis 1933 andauerte, erfolgte durch Otto Hirsch und Otto Konz. Die Staustufe in Hirschhorn zählt trotz ihrer infrastrukturellen Funktion zu den markanten Bauwerken der Stadt.
- Auf einer Spornspitze im auf der gegenüberliegenden Neckarseite gelegenen Stadtteil Ersheim befindet sich die Ersheimer Kapelle, die urkundlich 773 im Lorscher Codex erwähnt wurde und als älteste Kirche des Neckartals gilt.
- Außerhalb von Hirschhorn befindet sich bei der Waldbrudershütte im Ulfenbachtal ein historisches Felsbild.

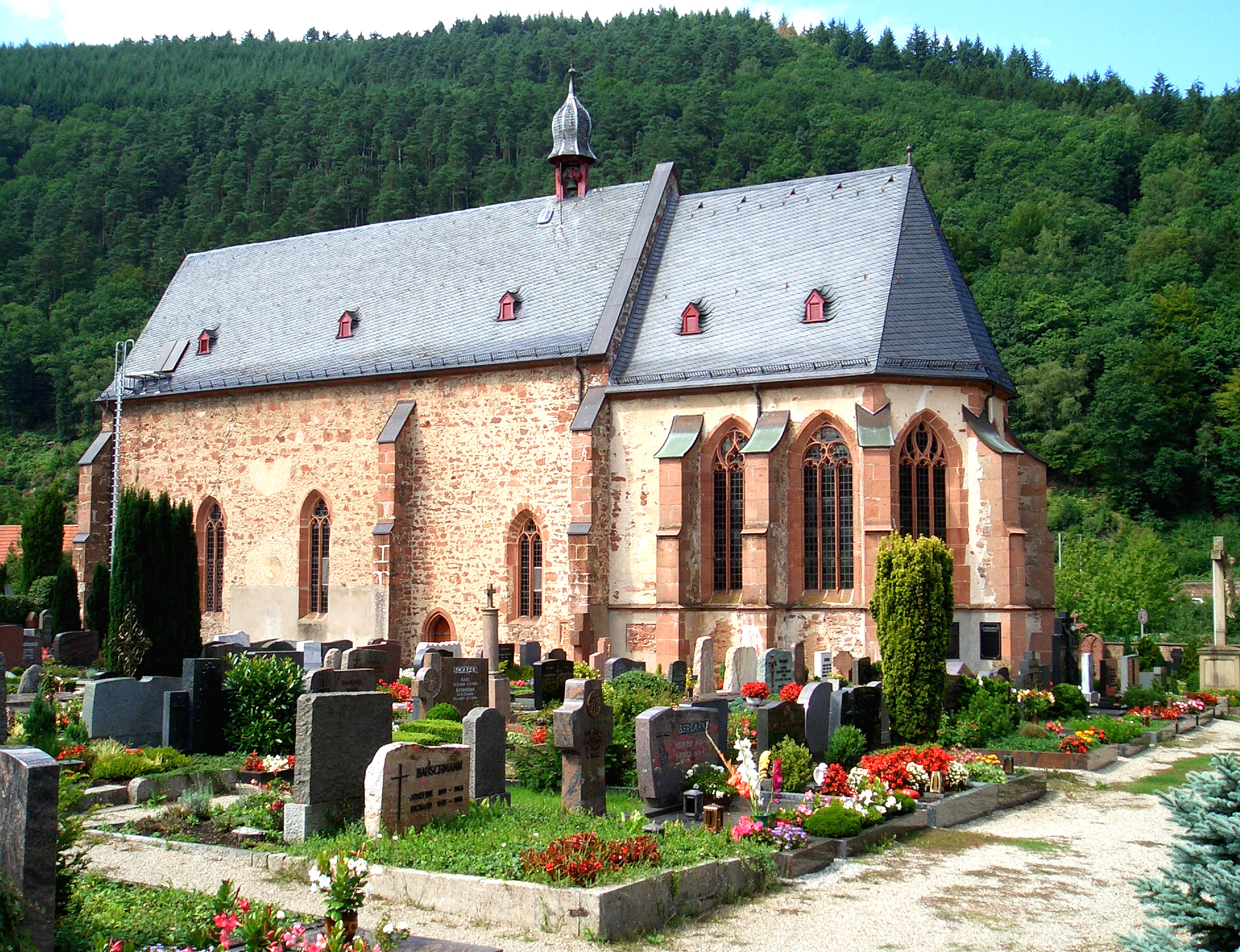
Ersheimer Kapelle St. Nazarius und Celsus
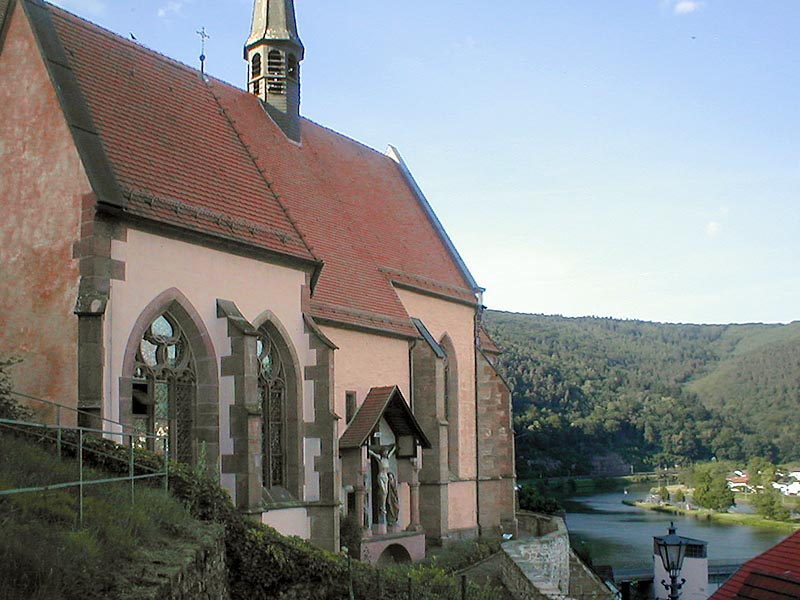
Karmeliter-Klosterkirche Mariä Verkündigung
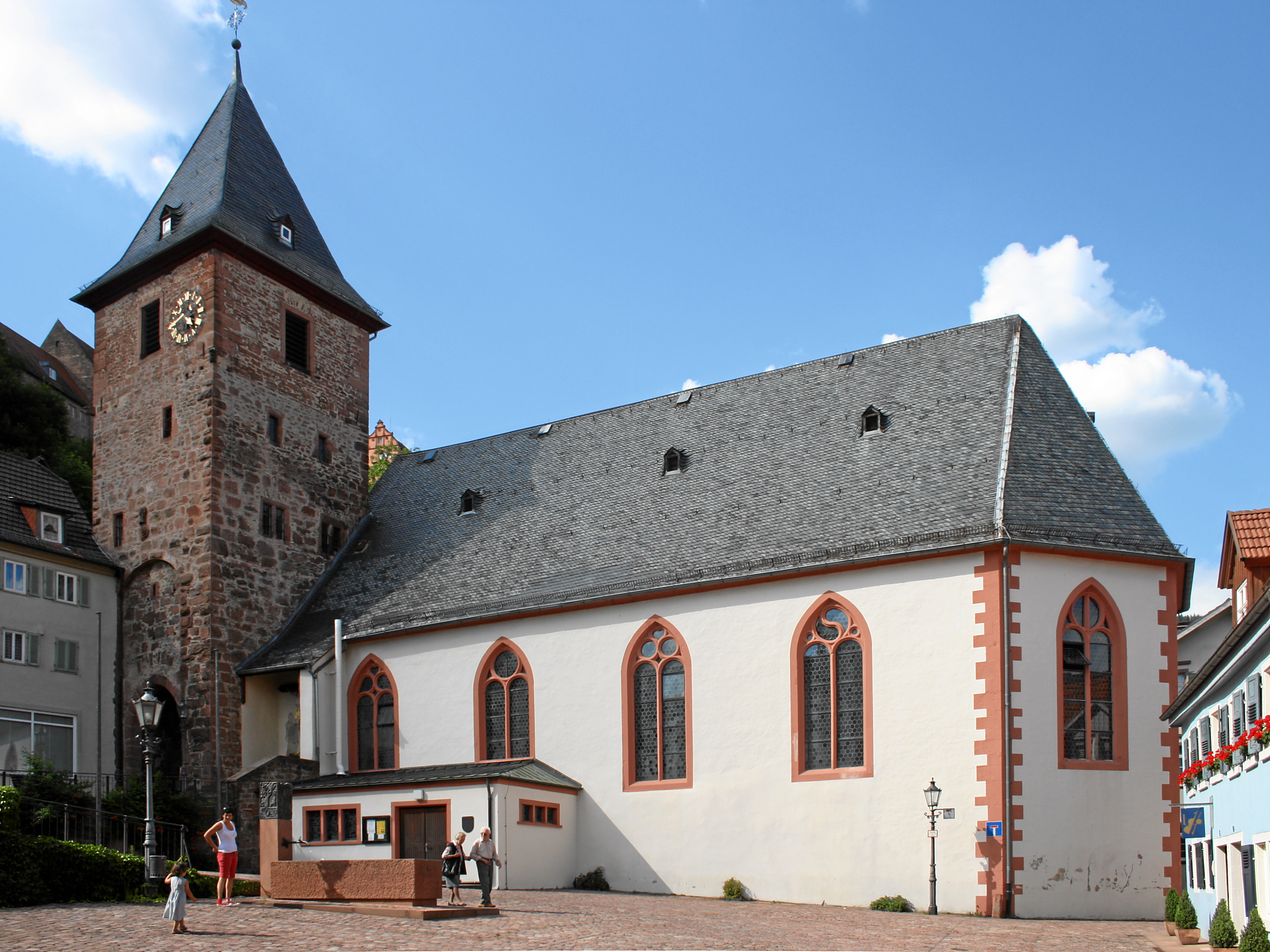
Katholische Pfarrkirche Maria Immaculata mit Torturm
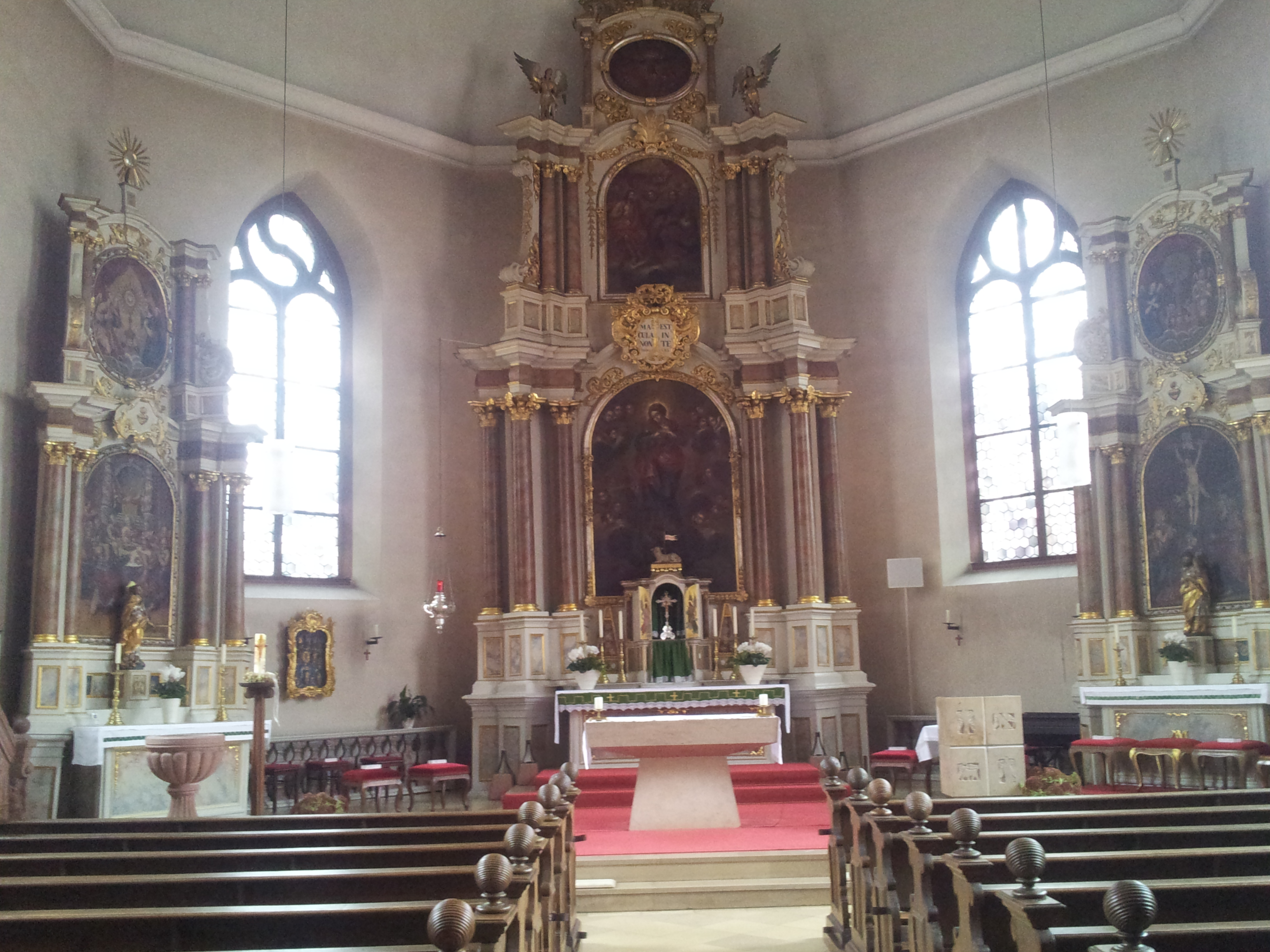
Katholische Pfarrkirche Maria Immaculata, Altäre

### Museen
Das Langbeinmuseum beherbergt die „Naturalien- und Altertümersammlung“ des Hirschhorner Gastwirtes Carl Langbein (1816 bis 1881) am Alleeweg Ecke Grabengasse im Haus des Gastes, dem ehemaligen Forstamtsgebäude.
In diesem befindet sich auch eine kleine Touristen-Information und hier beginnen die an den Samstagen zwischen Mai und September stattfindenden geführten Stadt-/Schlossrundgänge.

### Schutzgebiete
Auf Hirschhorner Gemarkung gibt es die Naturschutzgebiete Weidenau von Hirschhorn am Neckar, Hainbrunner Tal bei Hirschhorn (unterhalb von Unter-Hainbrunn entlang des Finkenbachs) und Ulfenbachtal bei Hirschhorn (bei Langenthal am Ulfenbach). Weiterhin ist das Vogelschutzgebiet Unteres Neckartal bei Hirschhorn ausgewiesen, das FFH-Gebiet Odenwald bei Hirschhorn, das den Großteil der Gemarkung umfasst, sowie das recht kleine Landschaftsschutzgebiet Weidenau von Hirschhorn östlich vom gleichnamigen Naturschutzgebiet. Die ganze Gemarkung ist außerdem Teil des Naturparks Bergstraße-Odenwald.
Für Hirschhorn hat der Landkreis Bergstraße eine Reihe von Naturdenkmalen ausgewiesen, nämlich:
- Waldbrudershütte, eine Halbhöhle im Buntsandstein mit einer natürlich überhängenden Felsformation bei Langenthal, früher auch als Kultstätte genutzt
- Drachenbrünnchen, einen natürlichen Quellaustritt am Ulfenbach
- Im Kellerswald einen Steinbruch bei Pleutersbach mit Brutplätzen seltener Vögel, seltenen Pflanzen und natürlichen Quellen
- ein flächiges Straußenfarnvorkommen im Ulfenbachtal
- einen Altbaumbestand mit einem Steinernen Tisch, eine ehemalige Kultstätte
- Mehrere Solitärbäume:
  - eine bizarr geformte alte Flatterulme am Ulfenbacher Campingplatz
  - ein Tulpenbaum am Ersheimer Friedhof, der mächtigste Baum dieser Art im Kreis
  - eine alte Traubeneiche an der Lichtung "Unholdebuche"
  - eine alte Stieleiche bei der Waldbrudershütte

## Wirtschaft und Infrastruktur

### Verkehr

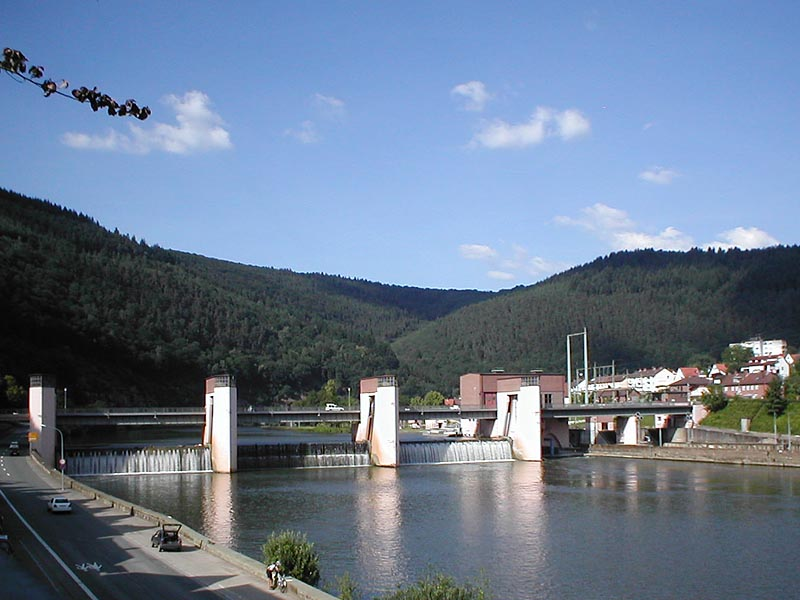
Neckarschleuse

Hirschhorn liegt an der Neckartalbahn (Heidelberg–Bad Friedrichshall), die seit 2003 von der S-Bahn RheinNeckar halbstündlich bedient wird.
Bei Hirschhorn kürzen ein Tunnel und zwei Brücken den längeren Weg der Bundesstraße 37 entlang der großen Flussschleife des Neckars ab. Die Westbrücke führt in einer Kurve über den Fluss.
Seit 1933 gibt es die Hirschhorner Neckarstaustufe mit Schleuse. Das Bauwerk dient gleichzeitig als Brücke über den Neckar, mittels derer der südlich des Neckars liegende Ortsteile Ersheim bzw. der Kleine Odenwald erreicht werden können.

### Radwanderwege
Durch das Stadtgebiet und entlang des Neckars führen folgende Radwanderwege:
- Der Neckartal-Radweg führt über 410 Kilometer vom Neckarursprung in Villingen-Schwenningen entlang des Neckars bis zu dessen Mündung in den Rhein bei Mannheim.
- Der 225 km lange 3-Länder-Radweg führt als Rundweg durch das Dreiländereck von Hessen, Baden-Württemberg und Bayern. Entlang von Mümling, Neckar und Main erkundet die Route den Odenwald.
- Der Hessische Radfernweg R4 beginnt in Hirschhorn am Neckar und verläuft mit einer Gesamtlänge von 385 Kilometern von Süd nach Nord durch Hessen, entlang von Mümling, Nidda und Schwalm nach Bad Karlshafen an der Weser.

### Ansässige Unternehmen
- Meto GmbH

### Öffentliche Einrichtungen
- Zulassungsstelle des Kreises Bergstraße bis 2007 (danach bis min. 2028 in Neckarsteinach)[35]
- Außenstelle des Arbeitsamtes Darmstadt
- Polizeiposten der Polizei Wald-Michelbach

### Bildungseinrichtungen
- Neckartalschule Hirschhorn (Grundschule)

### Freizeit- und Sportanlagen
- Sporthalle und Sportplatz Jahnstraße
- Sporthalle der Grundschule
- Campingplatz
- Wohnmobilstellplatz an der Jahnstraße
- Neckartalradweg
- Stoppomat: Von der Gemeinde Hirschhorn wurde eine permanente Zeitnahme für Radsportler, Läufer, Skater, Nordic Walker und Handbiker aufgebaut. Die Anlage wurde zum 1. Dezember 2017 abgebaut.[36]